# Eiji Kurita
Eiji Kurita (jap. 栗田 栄治 Kurita Eiji; * 7. Februar 1938 in Kanayama) ist ein ehemaliger japanischer Skilangläufer.
Kurita, der an der Meiji-Universität studierte, belegte bei seiner einzigen Teilnahme an Olympischen Winterspielen im Februar 1960 in Squaw Valley den 45. Platz über 15 km, den 39. Rang über 30 km und den 27. Platz über 50 km. Zudem lief er dort zusammen mit Takashi Matsuhashi, Kazuo Satō und Akemi Taniguchi auf den zehnten Platz in der Staffel. Im Jahr 1962 holte er über 50 km seinen einzigen Meistertitel bei japanischen Meisterschaften.